# الزبدة المطبوعة
الزبدة المطبوعة عبارة عن مصطلح قديم للزبد الذي تم بيعه بأغلفة مطبوعة مع «بعض الأجهزة الرمزية» كجهاز العلامة التجارية (كما هو الحال دائما في الزبدة الحديثة). كانت الأغلفة عادة ما تصنع من القماش وأحيانا يتم غسلها وإعادة استخدامها مرة أخرى من قبل باعة التجزئة. ومع حلول أواخر القرن التاسع عشر حل ورق الشحوم محل القماش. وتم العثور على هذا المصطلح في المصادر الأمريكية خلال الفترة من عام 1791م  إلى عام 1949م. تظل مراجع الزبدة المطبوعة في الولايات المتحدة الأمريكية من قانون كونكتكت وتتطلب الزبدة المطبوعة وزن صافي مطبوع بحروف بارزة يبلغ ارتفاعها نصف بوصة على الأقل.

## انظر ايضًا
زبدة حلوة